# (128877) 2004 SG53
(128877) 2004 SG53 es un asteroide perteneciente al cinturón exterior de asteroides, descubierto el 22 de septiembre de 2004 por el equipo del Lincoln Near-Earth Asteroid Research desde el Laboratorio Lincoln, Socorro, Nuevo México.

## Designación y nombre
Designado provisionalmente como 2004 SG53.

## Características orbitales
(128877) 2004 SG53 está situado a una distancia media del Sol de 3,234 ua, pudiendo alejarse hasta 3,781 ua y acercarse hasta 2,686 ua. Su excentricidad es 0,169 y la inclinación orbital 15,922 grados. Emplea 2124,03 días en completar una órbita alrededor del Sol.
Los próximos acercamientos a la órbita de Júpiter ocurrirán el 1 de agosto de 2032, el 5 de enero de 2044 y el 16 de abril de 2055.

## Características físicas
La magnitud absoluta de (128877) 2004 SG53 es 14,30. Tiene 8,436 km de diámetro y su albedo se estima en 0,068.